# 本土化 (蘇聯)
本土化（俄语：Коренизация）是苏联早期的一项民族政策，俄国共产党（布尔什维克）第十二次代表大会后开始具体实行此政策。
该政策以使各地非俄罗斯的民族融入各自的苏维埃共和国，在联邦体制下强化非俄罗斯语言和文化。在政治和文化方面，本土化政策试图消除俄罗斯在各个共和国的主导地位。去俄罗斯化的政策甚至影响到了俄罗斯族裔。例如，所有在乌克兰的儿童都被要求学习乌克兰语。布尔什维克于1913年制定了此政策。当年，列宁派遣斯大林前往维也纳，斯大林在回到莫斯科后向列宁报告了有关政策的构思，后总结在斯大林的《马克思主义和民族问题》中。